# کاج مدیترانه‌ای
کاج مدیترانه‌ای (نام علمی: Pinus halepensis) و (به انگلیسی: Aleppo Pine) در اصل کاجی است متعلق به مناطق ساحلی دریای مدیترانه, امروزه این کاج در کشورهایی چون ایتالیا، فرانسه، کرواسی، مراکش، تونس، اسپانیا، یونان، سوریه، جنوب ترکیه، لیبی، کرواسی، فلسطین و در اسرائیل که «کاج اورشلیم» نامیده می‌شود، به شکل طبیعی می‌رویند.
کاج‌های مدیترانه‌ای از ارتفاع سطح دریا تا ۱۷۰۰ متر بالای سطح دریا در مناطقی چون الجزایر و تونس رشد می‌کنند. ارتفاع این درختان بین ۱۵ تا ۲۵ متر و قطرشان از ۶۰ سانتی متر تا ۱ متر متغیر است. رنگ تنهٔ این درختان معمولاً قرمز-نارنجی است. طول برگ‌های خار مانند این کاج‌ها معمولاً ۶ تا ۱۲ سانتی متر است. رفتار این کاج‌ها در طول زندگی شان غالباً ثابت و بی تغییر است. گروهی از گیاه شناسان کاج ترک را از دسته کاج‌ها ی مدیترانه‌ای می‌دانستند، اگرچه کاج‌های ترک امروزه منقرض شده محسوب می‌شوند.
مخروط‌های کاج‌های مدیترانه‌ای طولی بین ۵ تا ۱۲ سانتی متر و عرضی معادل ۲ تا ۳ سانتی متر را دارا می‌باشند. این مخروط‌ها ابتدا سبز اند اما پس از ۲۴ ماه قرمز-قهوه‌ای می‌شوند و پس از چندین سال به اندازهٔ ۵ تا ۸ سانتی متر بازگشته و دانه‌هایی با طول ۵ تا ۶ میلی متر را از خویش عبور می‌دهند. دانه‌های خارج شده به کمک برگ‌های بالی شکلی با قطر ۲۰ میلی متر توسط باد پخش می‌شوند.
کاج‌های مشابه با این دسته از کاج‌ها وجود دارند همچون، کاج دریایی، کاج ترک و کاج جزایر قناری.
از این درختان به عنوان درختان تزئینی در پارک‌ها، جنگل‌ها و خیابان‌ها استفاده می‌شود و همچنین در صنایع چوبی کاربرد قابل توجهی را دارا می‌باشند.